# Souye
Pour les articles homonymes, voir Souye.
Ne doit pas être confondu avec Souy.
La Souye est une rivière du Béarn dans le département français des Pyrénées-Atlantiques, en ancienne région Aquitaine, donc en nouvelle région Nouvelle-Aquitaine, et un affluent droit du Luy de France, donc un sous-affluent de l'Adour.

## Géographie
De 25,4 km de longueur, la Souye naît au nord d'Espoey, au lieu-dit Touyas dessus, à 390 m d'altitude. Il s'appelle aussi ruisseau Gabas et Troumiu. 
Puis il s'écoule dans un mouvement parallèle au Luy-de-France pour confluer à Barinque, 200 m d'altitude, juste à la limite d'Anos.

### Département et communes traversés
Dans le seul département des Pyrénées-Atlantiques, la Souye traverse les huit communes suivantes, de l'amont vers l'aval, d'Espoey (source), Lourenties, Espéchède, Sedzère, Gabaston, Saint-Jammes, Higuères-Souye, Barinque (confluence).
Pour ce qui est des cantons, la Souye traverse deux cantons : elle prend sa source dans le canton des Vallées de l'Ousse et du Lagoin et conflue dans le canton du Pays de Morlaàs et du Montanérès, le tout dans l'arrondissement de Pau.

### Hydronymie
Souye est la transcription en français de l'occitan solha (prononcer "souillo"), "bourbier". La rivière a donné son nom à la commune de Higuères-Souye.

### Bassin versant
La Souye traverse une seule zone hydrographique « Le Luy de France de sa source au confluent du Lau » (Q320) de 71 km2 de superficie. Ce bassin versant est constitué à 94,03 % de « territoires agricoles ».

### Organisme gestionnaire
L'organisme gestionnaire est l'EPTB Adour. 

## Affluents
La Souye a six tronçons affluents référencés dont :
- le Grabé (rg[note 1]),
- le Biarret ou Biarré (rg), à Saint-Jammes (Biaret sur la carte de Cassini) avec un affluent :
  - le Petit Biarret, avec un affluent :
    - les Hourquets

### Rang de Strahler
donc le rang de Strahler est de quatre.